# Rbaa El Fouki
Rbaa El Fouki (franska: Rbaa El Fouki (CR), Rbaa El Fouki (Commune Rurale), arabiska: أولاد ازباير) är en kommun i Marocko.   Den ligger i provinsen Taza och regionen Fès-Meknès, i den nordöstra delen av landet, 240 km öster om huvudstaden Rabat. Antalet invånare är 8 498.